# Істота з Чорної лагуни
«Істота з Чорної лагуни» (англ. Creature from the Black Lagoon) — американський чорно-білий 3D-фільм жахів про монстрів, знятий Universal-International. Це перший фільм про Зябролюдину. Фільм входить до серій фільмів «Класичні монстри Universal» та «Класичні жахи Universal». Режисером фільму був Джек Арнольд, продюсером — Вільям Алланд, а сценаристами були Моріс Зімм, Гаррі Ессекс та Артур Росс. В фільмі знімалися Річард Карлсон, Джулі Адамс, Річард Деннінг, Антоніо Морено, Нестор Пайва і Віт Бісселл. Зябролюдину зіграли Бен Чепмен на суші та Ріку Браунінг під водою. Прем'єра фільму відбулася в Детройті 12 лютого.
Фільм був знятий в 3D і спочатку спроєктований методом поляризованого світла. Глядачі носили окуляри із сірими поляризаційними фільтрами, подібні до тих, які найчастіше використовуються сьогодні. Модні 3D-фільми 1950-х досягли піку своєї популярності в середині 1953 року. Після того їх популярність швидко згасла, тому багато глядачів насправді бачили фільм  у форматі 2D. Як правило, фільм демонструвався у форматі 3D у великих кінотеатрах у центрі міста та у менших сусідніх кінотеатрах. 1975 року фільм вийшов у кінотеатрах в анагліфічному 3D-форматі для червоно-синіх окулярів. Пізніше цю версію використовували для домашнього відеовипуску 1980 року на відеокасетах Beta та VHS.
З маркетингових міркувань якраз перед виходом фільму по телебаченню була показана серія шоу «Комедійна година Колгейта», яка пізніше отримала назву «Аботт і Костело зустрічають Істоту з Чорної лагуни», в якій знамениті коміки зустрічають Зябролюдину. Бен Чепмен повернувся в ролі Зябролюдини.
Пізніше було створено ще два продовження  — «Помста Істоти» (1955) та «Істота ходить серед нас» (1956).

## Сюжет
У верхів'ях річки Амазонки експедиція на чолі з професором Карлом Майя знаходить закам'янілу руку з девонського періоду. Цікаво те, що ця кінцівка нагадує і риб'ячу, і людську одночасно. Професор залишає своїх помічників у таборі, а сам зустрічається з Марком Вільямсом, Девідом Рідом та Кей Лоуренс, молодими біологами, які досліджують морських тварин. Він переконує їх поїхати з ним та допомогти в експедиції. Тим часом на помічників професора в таборі нападає істота з води.
Прибувши на місце, всіх жахає цей випадок, однак усі думають, що це зробили дикі тварини. Члени експедиції розпочинають розкопки, однак нічого не знаходять. Тоді професор каже, що, можливо, уламок скелі разом з рештою закам'янілості відколовся, і потрапив у Чорну лагуну, що лежить неподалік. Вони вирушають туди, і виявляють, що зразки каменів з дна лагуни ідентичні зразкам зі скелі. Пізніше Кей, яка вирішила поплавати, переслідує Зябролюдина. Кей, однак, не помічає цього, але Зябролюдина заплутається в сітці, звідки втікає. Проте від його руки відламується кіготь. Стає зрозуміло, що хтось живе в лагуні. Марк і Девід спускаються під воду з фотоапаратом, де зустрічають Зябролюдину. Марк стріляє в нього гарпуном, однак це нічого не дає. Пізніше розлючений Зябролюдина піднімається на корабель та вбиває одного з матросів.
Вчені вирішують зловити істоту. Капітан Лукас пропонує їм використати проти Зябролюдини ратенон — місцевий наркотик. Зябролюдина п'яніє, і Девід та Марк намагаються спіймати його. Він заходить у наземний грот, а після того вбиває іншого матроса та хапає Кей. Однак його вдається спіймати. Його поміщають в клітку, однак пізніше він втікає звідти й нападає на доктора Томпсона.
Після цього вирішено повернутися. Капітан Лукас бере курс на порт, однак їх зупиняють гілки та колоди, накладені Зябролюдиною. Девід спускається під воду, щоб закріпити трос лебідки. Марк теж спускається, однак його вбиває Зябролюдина. Девід вирішує знову використати ратенон проти Істоти. Вчені створюють розпилювач ратенону. Під час наступного занурення Девіда знову атакує Зябролюдина, однак від ратенону він п'яніє. Він знову забирається в човен та хватає Кей. Однак професор Майя та капітан Лукас стріляють у нього. Зябролюдина втікає, хоч і залишається живим.

## У ролях[1]
| Актор           | Роль                          |
| --------------- | ----------------------------- |
| Річард Карлсон  | доктор Девід Рід              |
| Джулі Адамс     | Кей Лоуренс                   |
| Річард Деннінг  | доктор Марк Вільямс           |
| Антоніо Морено  | доктор Карл Майя              |
| Нестор Пайва    | капітан Лукас                 |
| Віт Бісселл     | доктор Едвін Томпсон          |
| Берні Гозьє     | Зі                            |
| Генрі Ескаланте | Чіко                          |
| Бен Чепмен      | Зябролюдина (наземні зйомки)  |
| Ріку Браунінг   | Зябролюдина (підводні зйомки) |

## Виробництво
У 1941 році кінопродюсер Вільям Алланд почув на званому обіді від мексиканського кінематографіста Габріеля Фігероа про міф про расу напівриб-напівлюдей, які проживають у річці Амазонці. Через 10 років Алланд написав прототип сценарію фільму під назвою «Морське чудовисько», використовуючи «Красуню і Чудовисько» як натхнення. У грудні 1952 року Моріс Зімм перетворив це на проєкт фільму. Гаррі Ессекс та Артур Росс переписали сценарій як «Чорна лагуна». Після успіху 3D-фільму «Будинок воску» в 1953 році Джека Арнольда найняли режисером фільму, який теж планували зняти в 3D.
Дизайнером Зябролюдини стала аніматорка студії Disney Мілісент Патрік, хоча її роль у виробництві фільму навмисно зменшив Бад Вестмор, який протягом півстоліття отримував славу за, як вважалося, вигадку цієї істоти. Джек Кеван, який працював над «Чарівником з країни Оз» (1939) і виготовляв протези для поранених під час Другої світової війни, створив костюм істоти, тоді як Кріс Мюллер-молодший зліпив голову.
Бен Чепмен зобразив Зябролюдину в більшості сцен, знятих в Universal-City, Каліфорнія. Через те, що Чепмен носив костюм протягом 14 годин щодня, він перегрівався. Костюм також не давав йому сісти. Через ці труднощі Чепмен часто залишався на задньому озері студії. Також він погано бачив, під час того, як носив маску, через що він подряпав голову Джулі Адамс об стіну, коли ніс її в сценах у гроті. Ріку Браунінг зіграв Зябролюдину під водою. Більшість підводних сцен знято в Райс-Кріку поблизу Палатки, штат Флорида, та у Вакулла-Спрінгс, штат Флорида.